# Santa Clara (Utah)
Santa Clara je město v okresu Washington County ve státě Utah ve Spojených státech amerických. K roku 2000 zde žilo 6 003 obyvatel. S celkovou rozlohou 12,7 km² byla hustota zalidnění 366 obyvatel na km².